# غيدون غوارديولا
غيدون غوارديولا (بالإسبانية: Gedeón Guardiola) مواليد 1 أكتوبر 1984 في بيترير، إسبانيا، هو لاعب كرة يد إسباني. مثل منتخب إسبانيا لكرة اليد. شارك في دورة الألعاب الأولمبية الصيفية سنة 2012. حقق المركز الأول في بطولة العالم لكرة اليد للرجال 2013.

## المسيرة الاحترافية
لعب مع بيترير من سنة 1996 إلى 2001، ثم انضم إلى بلنسية من سنة 2001 إلى 2005، ثم لعب مع نادي لوغرونيو لكرة اليد في الدوري الإسباني في موسم 2008–2009، ثم انضم إلى نادي سان أنطونيو لكرة اليد من سنة 2009 إلى 2014.

## سجل المنافسة
شارك في البطولات التالية:
- بطولة العالم لكرة اليد للرجال 2013
- بطولة العالم لكرة اليد للرجال 2015
- بطولة أوروبا لكرة اليد للرجال 2012
- بطولة أوروبا لكرة اليد للرجال 2014
- بطولة أوروبا لكرة اليد للرجال 2016
- الألعاب الأولمبية الصيفية 2012

## الميداليات
| الميدالية | المسابقة                           |
| --------- | ---------------------------------- |
| ذهبية     | بطولة العالم لكرة اليد للرجال 2013 |
| برونزية   | بطولة أوروبا لكرة اليد للرجال 2014 |

## روابط خارجية
- غيدون غوارديولا على موقع الاتحاد الأوروبي لكرة اليد (الإنجليزية)
- غيدون غوارديولا على موقع أوليمبيديا (الإنجليزية)